# Gustav Hobelmann
Gustav Hobelmann (* 1867; † im Dezember 1942 in Bremen) war ein deutscher Richter, Politiker (DVP) und Senator im Senat der Freien Hansestadt Bremen.

## Biografie
Hobelmann war von 1920 bis 1925 Präsident des Landgerichts Bremen. 
Er war von 1920 bis 1928 für die nationalliberale Deutsche Volkspartei (DVP) Senator im bürgerlichen Senat der Freien Hansestadt Bremen unter dem parteilosen Präsidenten des Senats Martin Donandt. Er schied 1928 aus dem Senat aus, nachdem sich durch den Wahlerfolg der SPD die Anzahl der DVP-Senatoren im Senat von 1928 bis 1933 von fünf auf drei reduzierte.
Er war zudem in den 1910er bis 1930er Jahren Mitglied und von 1912 bis 1913 Meister vom Stuhl (Vorsitzender) der konservativen Freimaurerloge „Zur Hansa“ von 1883 in Bremen.
Bestattet wurde er auf dem Riensberger Friedhof in Bremen.